# 第96歩兵師団 (ドイツ国防軍)
第96歩兵師団（ドイツ語: 96. Infanterie-Division）は、ドイツ国防軍陸軍の歩兵師団である。

## 編成
1939年9月25日、師団は当初、第5師団としてツェレ近郊のベルゲン（ニーダーザクセン州）で組織された。しかし当初の人員不足などもあり、1940年8月から1941年2月まで第96歩兵師団は活動を休止していた。
師団は当初、チェコ製の兵器を装備し、人員は第XI軍管区に加えて第VI、第II、南方軍集団からも抽出されていた。1941年以降からは、師団にドイツ製の兵器が配備された。師団は1939年11月1日には実戦に出られる状態となっていた。歩兵連隊の第13中隊は迫撃砲中隊として編成されていた。

## 西方戦役
編成が完了した師団は、1939年12月、ライン川上流域へ移動し、ドイツ西部の国境地帯を確保した。5月10日には対仏戦に参加し、アルデンヌ地方からスダンを経由してランまで進撃した。その後、師団は南下し、マルヌ川、ロワール川を渡りブールジュまで進軍した。1940年8月から1941年2月の間、師団は休暇をとり、1941年4月2日、歩兵連隊の第13中隊は第246歩兵師団から兵員を抽出し歩兵砲中隊に再編された。その後、しばらく師団はフランスに駐留していた。

## 東部戦線
1941年7月に師団はバルバロッサ作戦に参加し、ヴィリニュス、ジスナ川、オポーチカを経て、イリメニ湖西方の地域に進軍した。8月にはルーガでの戦闘が続いた。9月、師団はイジョラ川を渡りレニングラード目前のネヴァ川まで進出しレニングラード包囲戦に参加した。
1942年、師団の歩兵連隊は6個大隊編成に縮小された。1941年10月から1942年2月にかけて、シュリッセリブルクとラドガ湖南のトスナ川河口、ヴォルホフ川での戦闘に参加した。1942年12月から1943年2月まで、師団は第三次ハリコフ攻防戦に参加し、ラドガ湖の南岸、ネヴァ、スシンジャウィノ高地、ポポシュチェ・コーロンでの包囲戦に参加した。 
1943年末まで師団は、ヴォルチョフとティゴダで防衛戦を行い、1944年1月にウクライナに移送され、シェペトフカ-スタルコンスタンチノフ地区に配備された。3月から12月にかけて、フベ・コールドンで撤退戦が続き、カメネツ＝ポドリスキー包囲戦に加わった。1944年6月に包囲戦で消耗した部隊の立て直しを図ったのち、この年の残りはベスキディ山脈で過ごしている。スカラを経由してタルノポール地区への大損害を伴う撤退戦や、タルノポール・レンブルグ間の滑走路を巡る攻防戦に参加した。レンベルクとサノクの南側の地域を経由して、年末までにタルノウの南東にある小ベスキッドに退却した。
1945年1月、師団はハンガリーへ移動し、グラン川河口以西の南進作戦に参加した。その後、ドナウ川南方での防衛戦が続き、師団は包囲された。3月に包囲網を脱した師団はドナウ川を渡り、西のプレースブルグ（現：ブラチスラヴァ）へ撤退した。その後、ウィーンを北上し、ニーダーエスターライヒ、ヴァルトフィアテル、フライシュタット地区などに駐留し、終戦を迎えた終戦時に師団はニーダーエスターライヒでアメリカ軍に降伏したが、師団の一部は後に赤軍へ引き渡された。

## 構成
| 1939年11月    | 1944年7月            |
| ------------- | -------------------- |
| 第283歩兵連隊 | 第283擲弾兵連隊      |
| 第284歩兵連隊 | 第284擲弾兵連隊      |
| 第287歩兵連隊 | 第287擲弾兵連隊      |
| 第196砲兵連隊 |                      |
| –             | 第96フュージリア大隊 |
| 第196偵察連隊 |                      |

## 歴代師団長
- エルヴィン・フィアオー歩兵大将：(1939年9月15日 – 1940年8月5日)
- ヴォルフ・シェーデ中将：(1940年8月7日 – 1942年4月10日)
- ヨアヒム・フライヘア・フォン・シュライニッツ中将：(1942年4月10日 – 1942年10月6日)
- フェルディナント・ノエルデヒェン中将：(1942年10月9日 – 1943年6月28日)
- リヒャルト・ヴァルツ中将：(1943年7月28日 – 1943年11月30日)
- フォン・ブリュッヘル少将：(1943年12月1日 – 1944年1月)
- フィッシャー大佐：(1944年1月 – 1944年8月)
- ヴェルナー・デューキング中将：(1944年9月1日 – 1944年9月11日)
- リヒャルト・ヴァルツ中将：(1944年10月3日 – 1944年11月10日)
- ヘルマン・ハレンドルフ少将：(1944年12月1日 – 1945年5月8日)

## 所属していた著名人
- エルンスト・ユンガー ― 作家・思想家、第287歩兵連隊の第2大隊長を務め、西方戦役に参加。